# Tubersent
Tubersent là một xã ở tỉnh Pas-de-Calais, vùng Hauts-de-France của Pháp.

## Địa lý
Tubersent có cự ly 5 dặm Anh (8 km) về phía đông bắc Montreuil-sur-Mer trên đường D145.

## Dân số
| 1962                                                         | 1968 | 1975 | 1982 | 1990 | 1999 | 2006 |
| ------------------------------------------------------------ | ---- | ---- | ---- | ---- | ---- | ---- |
| 309                                                          | 318  | 287  | 351  | 448  | 472  | 526  |
| Số liệu điều tra dân số từ năm 1962: Dân số không tính trùng |      |      |      |      |      |      |